# Malabar (Florida)
Malabar város az USA Florida államában, Brevard megyében. Lakosainak száma 2949 fő (2020. április 1.).

## Népesség
A település népességének változása:

| 2010 | 2 757 |
| 2020 | 2 949 |